# Resistenza (politica)
Resistenza è il nome attribuito ai movimenti che mettono in atto atteggiamenti ostili verso l'invasore di un Paese militarmente occupato, o anche verso un governo di una nazione sovrana.

## Storia
Sebbene il termine "resistenza" venga storicamente attribuito al movimento che combatté autonomamente o al fianco degli Alleati per sconfiggere il nemico comune nazista, non mancano esempi di movimenti antecedenti al periodo bellico della seconda guerra mondiale che, con le più disparate finalità, diedero luogo ad ostilità. Fra questi possiamo citare i moti della Carboneria, che aspiravano alla libertà politica e ad un governo costituzionale, oppure la Machnovščyna, l'esercito insurrezionalista ucraino.
In quest'ottica, è bene notare che distinguere fra un movimento di resistenza e un movimento di ribellione, non è semplice. Come accaduto per la resistenza italiana, tale nome gli venne attribuito solamente in seguito al termine del seconda guerra mondiale, quando si ebbe una dimensione più completa delle operazioni compiute dai suoi appartenenti.

## Caratteristiche
Movimenti di questo tipo, che sono prevalentemente di natura popolare, possono essere formati da un unico aggregato isolato oppure costituiti da più gruppi di persone dislocati ed organizzati in maniera più o meno articolata. Essi possono agire tanto tramite una resistenza passiva, come può essere la mancata collaborazione con l'invasore, quanto con la guerriglia armata, passando per il sabotaggio e lo spionaggio.